# Неа Трапезунда (дем Катерини)
Вижте пояснителната страница за други значения на Неа Трапезунда.
Неа Трапезунда (на гръцки: Νέα Τραπεζούντα, катаревуса: Νέα Τραπεζούς, Неа Трапезус, в превод Нови Трапезунд, до 1951 година името на селото е Άγιος Ιωάννης Όφις, Агиос Йоанис Офис) е село в Северна Гърция, в дем Катерини, област Централна Македония.

## География
Селото е разположено на около 10 километра северно от град Катерини на 130 m надморска височина в Пиерийската равнина.

## История
Всички жители на селото са бежанци от Понт, от където и името Нови Трапезунд, и говорят понтийски диалект. В 1930-те години в селото има начално училище със 76 деца. В 1928 година е броено към Агиос Йоанис.
До 1951 година селото се казва Агиос Йоанис Офис.
Населението традиционно произвежда тютюн, жито и други земеделски продукти, като се занимава и с лозарство и краварство.
| Година    | 1913 | 1920 | 1928 | 1940 | 1951 | 1961 | 1971 | 1981 | 1991 | 2001 | 2011 | 2021 |
| --------- | ---- | ---- | ---- | ---- | ---- | ---- | ---- | ---- | ---- | ---- | ---- | ---- |
| Население |      |      |      | 716  | 739  | 654  | 527  | 557  | 504  | 553  | 423  | 396  |